# Václav Prošek (1993)
Václav Prošek (* 8. dubna 1993 Rakovník) je český fotbalový záložník, působí v FK Ústí nad Labem. Dříve hrál za tým SK Slavia Praha a je také bývalým českým mládežnickým reprezentantem. Jeho fotbalovým vzorem je francouzský záložník s alžírskými kořeny Zinédine Zidane.

## Klubová kariéra
Svoji fotbalovou kariéru začal ve Spartě Lužná, odkud v průběhu mládeže přestoupil do Slavie Praha.

### SK Slavia Praha
V dubnu 2011 v ročníku 2010/11 Gambrinus ligy se propracoval do prvního mužstva. Debutoval v ligovém zápase 18. dubna proti hostujícímu Slovácku, v úplném závěru zápasu jej trenér Michal Petrouš poslal na hřiště místo Milana Černého. Zápas skončil vítězstvím Slavie 2:0.
V červenci 2012 absolvoval operaci srdce, s nímž měl problémy od 15 let (vrozená srdeční vada). Operace dopadla úspěšně a Václav se pomalu vracel k fotbalu. První ligové utkání po operaci odehrál 19. října 2013 v sezóně 2013/14, trenér Miroslav Koubek jej postavil do základní sestavy, hráč pomohl k remíze 1:1 s mistrovskou Viktorií Plzeň.

### Hostování a přestupy
Před sezonou 2015/16 byl uvolněn na hostování do týmu FK Baník Sokolov, poté v roce 2016 do týmů Bohemians Praha 1905 a FK Olympia Praha. V červenci 2017 přestoupil do FC MAS Táborsko, později do klubu FK Ústí nad Labem.

## Reprezentační kariéra
Prošek debutoval v české reprezentaci do 17 let 5. srpna 2009, trenér Jiří Štol mu dal příležitost v zápase proti domácímu Chorvatsku (výhra ČR 2:1). Mimo výběr do 17 let nastupoval poté ještě v české reprezentaci do 18 a do 19 let.